# Latosol

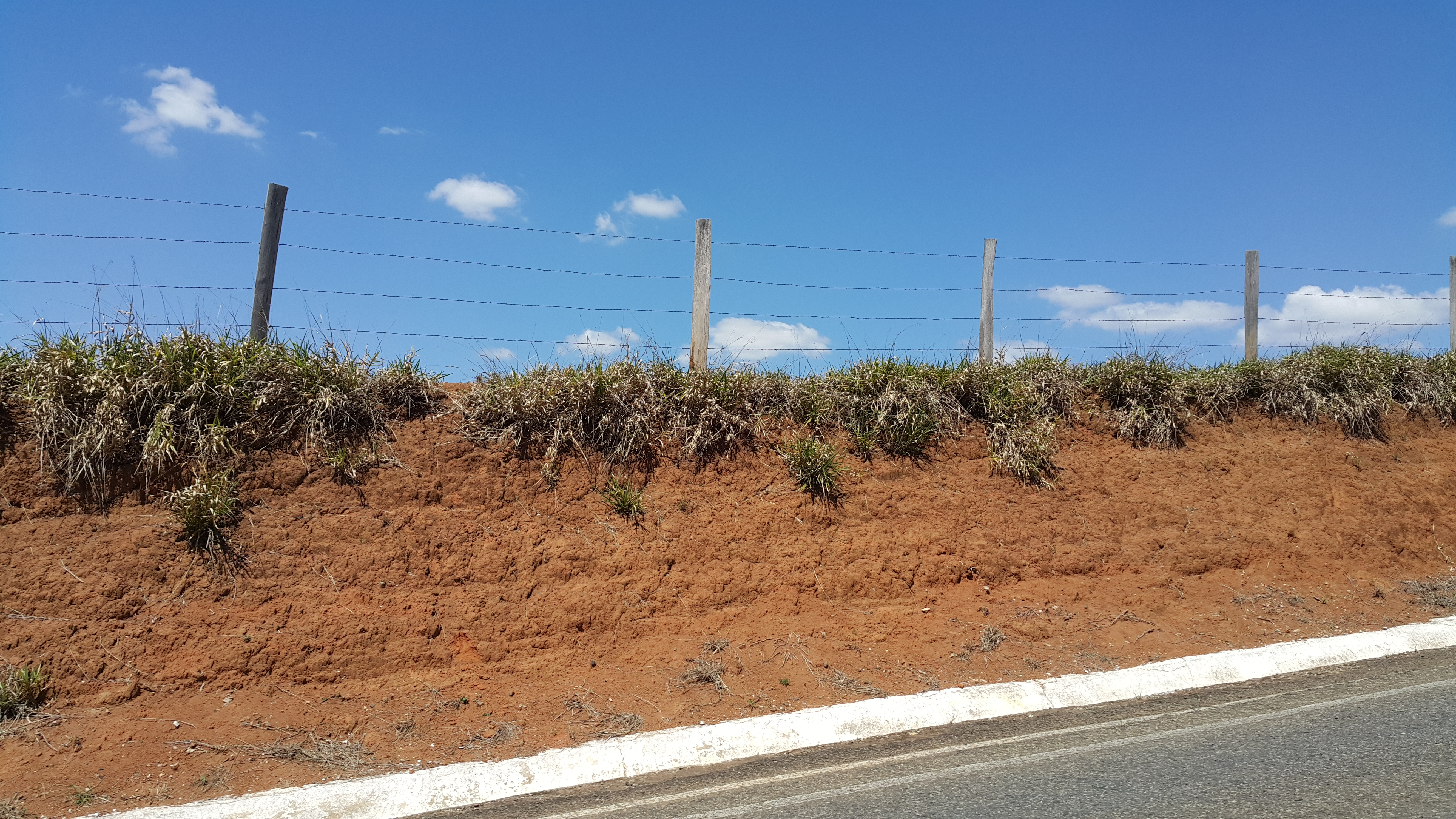
Suelo de latosol en Brasil.

Latosoles son tierras encontradas bajo selvas tropicales con un contenido relativamente alto de hierro y óxidos de aluminio. Son típicamente clasificados como oxisoles (USDA taxonomía de tierra) o ferralsoles (Base de Referencia Mundial para Recursos de Tierra). Es en gran parte correcto decir que latosoles son tierras tropicales, pero el revés no es cierto porque hay muchas tierras en los trópicos que no son latosolicas. Latosoles son rojizas o amarillento-rojizas y no tienen horizontes distintos como un podsol. El color rojo proviene los óxidos de hierro en la tierra. Son tierras profundas, a menudo 20-30 m de profundidad mientras que podsoles tienen 1-2 m de profundidad.
La tierra generalmente contiene una capa fina pero muy fértil de humus caído de plantas y animales en el bosque encima, seguido por una segunda capa infertil debido a lixiviación rápida en la lluvia alta. El tercer nivel, roca de fundamento desgastada, es común a casi todos tipos de tierra.
El latosol es completamente dependiente de la selva tropical para mantener fertilidad, porque todos los nutrientes lixivian rápidamente cuándo el bosque es removido y la capa de humus ya no está siendo reemplazada.